# 249 Ilza
249 Ilza (mednarodno ime 249 Ilse) je asteroid v glavnem asteroidnem pasu. 

## Odkritje
Asteroid je odkril nemško-ameriški astronom Christian Heinrich Friedrich Peters (1813 – 1890) 16. avgusta 1885 .  
Imenuje se po legendarni nemški princesi.

## Lastnosti
Asteroid Ilza obkroži Sonce v 3,67 letih. Njegova tirnica ima izsrednost 0,216, nagnjena pa je za 9,629° proti ekliptiki. Njegov premer je 34,83 km , okoli svoje osi se zavrti v 26,5 h.